# Кунья (Сернанселье)
Кунья (порт. Cunha) — район (фрегезия) в Португалии, входит в округ Визеу. Является составной частью муниципалитета Сернанселье. Находится в составе крупной городской агломерации Большое Визеу. По старому административному делению входил в провинцию Бейра-Алта. Входит в экономико-статистический субрегион Доуру, который входит в Северный регион. Население составляет 351 человек на 2001 год. Занимает площадь 19,16 км².